# Verdún (Barcelona)
Verdún (en catalán Verdum) es uno de los trece barrios que integran el distrito de Nou Barris de Barcelona.                                                               Tiene una superficie de 0,23 km², lo que lo convierte en el tercero más pequeño de la ciudad, por detrás de Can Peguera (0,11 km²) y La Clota (0,17 km²). Su población es de 12 260 habitantes (2016).
El barrio de Verdún está situado en la parte central del distrito barcelonés de Nou Barris y rodeado por los barrios de Les Roquetes, La Guineueta y La Prosperitat, el barrio de Verdún es un triángulo urbanizado en su totalidad y constituido por dos grandes promociones de viviendas: las llamadas Viviendas del Gobernador, construidas entre los años 1952 y 1955, y el polígono de la Obra Sindical del Hogar, artífice también de las viviendas del barrio de Trinitat Nova. 

## Origen del nombre
Debe su nombre a la localidad francesa de Verdún, ya que en 1919 se dio su nombre a un paseo del barrio en recuerdo de la batalla ocurrida en ese municipio y de ese paseo se cogió el nombre para todo el barrio.

## Geografía
Verdún es un triángulo de 0,23 km², delimitado por la Vía Favencia (frontera con el barrio de Les Roquetes), la Vía Julia (frontera con La Prosperitat) y la calle Artesanía, que sigue el barranco del antiguo torrente de Canyelles (frontera con La Guineueta).

## Historia
Cuando San Andrés de Palomar se anexionó a Barcelona en 1897, lo que hoy es el barrio de Verdún era una extensión de campos y tierras de cultivo, esencialmente viñedos, en el extremo norte del antiguo municipio independiente. Estas plantaciones se habían ido extendiendo desde mediados del siglo XIX, en lugar de las hectáreas de bosque que hasta entonces habían ocupado el territorio. Según las crónicas del historiador local, Mosén Clapés, a principios del siglo XX existían aquí unas 80 barracas de viña.

### Las primeras urbanizaciones
En 1914 se abrió la Carretera del Manicomio —hoy calle Doctor Pi y Molist— que comunicaba el Instituto Mental de la Santa Cruz —hoy parque Central de Nou Barris— con el núcleo urbano de Vilapicina. Poco después, enlazado con esta vía, se creó el paseo de Verdún. Estas facilidades de acceso permitieron que, entre viñas, empezaran a venderse parcelas de terreno, donde iban a comer o merendar los vecinos de San Andrés de Palomar. Poco a poco, empezaron a construirse las primeras viviendas del barrio, generalmente casas de planta baja con huerto o jardín. Algunas habitadas por trabajadores de las grandes fábricas de San Andrés, como Fabra y Coats o la Hispano-Suiza; otras, eran torres de verano de la menestralia andreuense.
En los años 1920 existían en el actual territorio de Verdún dos núcleos urbanizados, en ambos casos, formados por pequeñas viviendas de planta baja o torres con jardín. Por un lado, el núcleo del actual barrio de Verdún, que quebada delimitado entre las actuales calles de Batllori, Viladrosa, Joaquín Valls y Vía Julia. Y, al oeste, conectado por un camino que hoy es la calle de Casals y Cuberó, un núcleo conocido como barrio de Charlot.

#### El barrio de Charlot
El barrio de Charlot debía su nombre al torero bufo Carmel Tusquellas, conocido artísticamente como Charlot's y creador de las populares "charlotades", quien en 1924 construyó una torre en la calle Padre Rodés —por entonces bautizada como calle de Charlot—, junto al torrente de Fuente de Canyellas. Tusquellas fue uno de los principales impulsores de la urbanización de la zona a través de la lucha vecinal, trayendo incluso corriente eléctrica a su finca, lo que facilitó que a finales de los años 1920 se instalaran otras casas alrededor, formando un barrio que quedaba delimitado por los torrentes de Can Borrás y Fuente de Canyellas (hoy calles Fuente de Canyellas y Almansa, respectivamente) y por las calles Casals y Rusia (hoy Santa Engracia).
Paralelamente a la creación de los barrios de Charlot y Verdún, durante los años 1920 fueron surgiendo otros núcleos de casas de planta baja y huerto a lo largo de la colina de Las Roquetas: La Prosperidad y Can Borrás (hoy parte de los barrios de Prosperidad y Porta), en la parte más baja, y el barrio de Les Roquetes en la parte más alta del monte. A pesar de encontrarse separados por campos y torrentes, y difícilmente comunicados por caminos polvorientos, que se enfangaban cuando llovía, entre todos ellos existía un sentimiento común de barriada. Prueba de ello es la creación, en 1925, de la asociación Defensa de la Propiedad Urbana de las Afueras de San Andrés de Palomar, hoy en día todavía existente, con el nombre de Asociación de Propietarios de Las Roquetas. Formada por los propietarios de los terrenos —y luego también por los arrendadores— su objetivo era exigir al Ayuntamiento mejoras en la urbanización y los servicios en la zona, como la creación de calzadas empedradas, la instalación de puntos de luz o la presencia de la brigada municipal de limpieza.

### Las Viviendas del Gobernador  (Seguidamente hay otra descripción de estas viviendas, hay duplicidad)
El conjunto de viviendas conocidas como Casas del Gobernador tiene su origen en la celebración en Barcelona del XXXV Congreso Eucarístico Internacional, en 1952. Los principales actos de este evento se concentraban en la avenida Diagonal, donde se levantaba una barriada de barracas que las autoridades de la época decidieron eliminar a toda prisa, al considerar que podía dañar la imagen internacional de la ciudad. Como medida provisional —que terminó siendo definitiva— el entonces gobernador civil de Barcelona, Felipe Acedo Colunga, impulsó la construcción de dos polígonos de viviendas para trasladar a los chabolistas. Uno de los polígonos se edificó en Can Clos y el otro en Verdún. 
El polígono de Verdún, bautizado popularmente como las Viviendas del Gobernador, fue levantado entre las actuales calles Almansa, Viladrosa, Mas Duran, Góngora, Batllori y Vía Favencia, en unos terrenos, cedidos por la marquesa Ana María de Mundet, que por entonces eran campos y cultivos. Las obras de construcción se iniciaron en 1952 y se realizaron del modo más rápido y económico posible, de tal modo que en apenas un año se levantaron 41 bloques, con 945 viviendas. El conjunto fue oficialmente inaugurado y bendecido el 10 de julio de 1953 por el arzobispo de Barcelona, Gregorio Modrego, el alcalde de la ciudad, Antonio María Simarro, y el propio gobernador, Felipe Acedo Colunga.
Poco tiempo después de su inauguración, las Viviendas del Gobernador ya eran popularmente conocidas como "Las casas de papel", por sus precarias condiciones. Los pisos eran tan pequeños —la mayoría no pasaba de los 20 m²— que las duchas y los lavaderos eran comunitarios para todos los vecinos. Las viviendas disponían de una potencia eléctrica máxima de 100 vatios, lo que hacía imposible el uso de electrodomésticos. Además, muchos de las edificios padecían filtraciones de agua cuando llovía. A todo ello se sumaban los problemas de comunicación de un barrio donde no llegaba el transporte público y donde no existían equipamientos básicos como escuelas o centros de salud.
En 1973 los compromisos contractuales obligaron a los inquilinos a comprar los pisos al Patronato Municipal de la Vivienda, por lo que los organismos públicos dejaron de responsabilizarse del mantenimiento del polígono. El vecindario sufrió una progresiva degradación durante décadas, agravada por la presencia de toxicómanos.

## La Vía Julia
Esta ancha y viva avenida discurre entre el Cinturón de Ronda hasta la plaza de la República. Catalogada como 'rambla' desde 1986, consta de tres aceras (una intermedia) bastante arboladas y dos calzadas de tres carriles cada una (una destinada a aparcamientos de zona azul). La vía antes era una herida que partía Verdún con el barrio de Prosperitat, con anchos y cotas diferentes y con un gran promontorio difícil de camuflar, ya que era la carcasa del túnel de la L4 de metro. Anteriormente llegó a llamarse Calle de Karl Marx, pero con la llegada del dictador Franco al poder tras la guerra civil cambió el nombre. Su nombre actual se adoptó en la década de los 80. Un gran proyecto de reurbanzación la convirtió en uno de los paseos más bien resueltos de todo Nou Barris, que además ha sido enriquecido con cinco esculturas notables: "Torre de Llum", "Escullera", "Júlia" (o "els Altres Catalans"), el "Monument a Josep Anselm Clavé" y "La República".  ( El monumento "La República" no está en la Vía Julia ---->  La República (Homenaje a Pi i Margall)

## Viviendas del Gobernador
En 1952 se construyeron 900 viviendas de 20 m² cada una para alojar provisionalmente barraquistas de Barcelona. Las "Viviendas del Gobernador", como se denominó a este conjunto de casas, fueron privatizadas obligatoriamente en los años 60 para evitar costes de mantenimiento y conflictos sociales. Con el paso de los años, la ciudad de Barcelona fue creciendo y el barrio se convirtió en una "isla" de degradación en el centro de la nueva periferia urbana, con un índice de envejecimiento muy alto, importantes bolsas de pobreza entre la población joven, y problemas de tráfico de drogas y delincuencia. La situación fue deteriorándose hasta que las reivindicaciones finales lograron que en 1990 las tres administraciones públicas (Estado, Región, Municipio) alcanzaran un acuerdo para acabar con esta situación.
En 1951 se anunció que el XXXV congreso eucarístico se celebraría en Barcelona. Fue entonces cuando se decidió realojar a los barraquistas de la avenida Diagonal para dar una buena imagen a los asistentes al congreso. “Los barraquistas son una imagen poco cristiana”, decía la prensa en aquel entonces.
El escenario escogido para hacer las celebraciones multitudinarias fue la Diagonal, ya que había una gran explanada donde se podía construir un gran altar para las ceremonias. Solo había un pequeño problema, que había núcleos de barracas. 
En 1952, la marquesa Ana María de Mundet regaló unos terrenos privados para la construcción de 900 viviendas para los barraquistas de la Diagonal, unos terrenos en la parte alta del barrio del Verdún, por aquel entonces aislado completamente, sin transporte público para desplazarse a la ciudad y sin tan siquiera los servicios mínimos, pero con un férreo control ejercido por las autoridades policiales, al grado como cuentan algunos vecinos, que tenían el derecho de despertar a cualquier residente a media noche para ver que no hubiese nadie alojado en la vivienda, excepto los residentes habituales, ni siquiera familia de visita, bajo la amenaza de ser desalojados de manera fulminante. Los más veteranos del barrio todavía recuerdan con temor el nombre de un tal Cañete.
La inauguración oficial del polígono fue el 10 de julio de 1953. A la inauguración acudieron obispos, militares uniformados, fascistas de la época, banderas españolas y mucho público con el gobernador militar y el alcalde al frente de la comitiva. Con mucha solemnidad inauguraban las viviendas provisionales, que han durado más de cincuenta años.
Las casas se hicieron muy deprisa, y los materiales de bajísima calidad. Por ejemplo, se empleó cemento aluminoso, cuando hacía más de 10 años que permanecía prohibido en Francia. El arquitecto únicamente había colaborado en la construcción de la prisión de Burgos. Pero las casas del Gobernador pasarán a la historia de la ciudad por sus diminutas dimensiones: había 65 viviendas de 19,58 m², 763 viviendas de 20,28 m², 65 viviendas más de 29,26 m² y 8 más de 35 a 50 m². En estos espacios parecía un milagro poder vivir, el recibidor y el aseo ocupaban poco más de 1 m² entre los dos, la cocina y el comedor ocupaban 9 m², y los 11 m² restantes para los dormitorios.
Una prueba de la penosa situación de éstas familias son o fueron los lavaderos públicos, pues no podían instalarse máquinas de lavar. El lavadero consistía en un porche con cuatro grandes bases de agua, dos para enjabonar y otras dos para enjuagar. Abierto de 9 a 3 de la tarde y por el que había que pagar 500 pesetas para usarlo.
Un veterano de aquella época decía lo siguiente: "En el año 1952, a través de una persona influyente de el Gobierno Civil conseguí un pisito de este grupo de viviendas acabadas de estrenar. Aquello era un campo de concentración, compuesto de 900 barracas verticales, con un poco de luz y agua, un sitio totalmente incomunicado al no haber ningún medio de transporte para trasladarse hasta aquí, y a su alrededor únicamente había campos de viñas y algunas higueras". El relato continúa así: "Muchos vecinos de San Andrés y de otros barrios venían a pasar el domingo para cuidar de las viñas y cazar pájaros. Había guarda campos, pagados por estos propietarios, para mantener a ralla a los nuevos vecinos de las casas del Gobernador, ya que los consideraban como intrusos. Había que callar y decir "sí, señor" a estos guarda campos, ya que si llevaban cualquier queja al jefe de la vigilancia de las Viviendas del Gobernador, nos dejaban sin vivienda, nos echaban a la calle junto con nuestra familia".
Este mismo testimonio también habla de las condiciones en las que se veían obligados a vivir: "A cualquier hora y especialmente de madrugada, se presentaban a nuestras casas los vigilantes, con los libros en la mano, y estábamos obligados a abrirles y dejarlos registrar las habitaciones para comprobar cuántas y qué personas había en la casa. A mi en concreto, a las dos de la madrugada me obligaron a enseñarle las habitaciones y, cuando descorrieron una cortina de la primera habitación, aquellos señores y yo vimos como mi pobre madre se ponía la camisa de dormir. ¡Que vergüenza y a qué bajezas nos sometían!".
"Teníamos la potencia de luz equivalente a cinco bombillas de veinticinco vatios cada una, y en el pasillo había la caja de los fusibles, precintada, y si la tocabas podías ir a la calle. Por tanto no teníamos ni plancha eléctrica, ni mucho menos cocina eléctrica. Y si alguno tenía un aparato de radio había que apagar la luz para no fundir los fusibles. Como no gastábamos agua, los desagües eran sitios de ratas, que salían por los waters. A mi una vez me llegaron a morder, y en casa de otros vecinos corrían por las camas donde dormían".
En 1963 se obligó a los vecinos a comprar las casas del Gobernador por la cantidad de 25 000 pesetas. A pesar de que dejaron de ser campos de concentración, cada día eran más barracas, ya que con el tiempo se fueron deteriorando.

## Pistas de Antoni Gilabert
La Ronda de Dalt ha sido una de las obras olímpicas de más transcendencia urbana y socioeconómica para la región de Barcelona. Los 1.1 kilómetros de la ronda a su paso por Nou Barris discurren cubiertas por cuatro grandes losas conseguidas después de años de lucha ciudadana.
Tres de estas losas unen, mediante zonas enjardinadas intercaladas con zonas de aparcamiento, los barrios de Guineueta y Verdún con Cañellas y Roquetas, y Trinidad Nueva con Prosperidad.

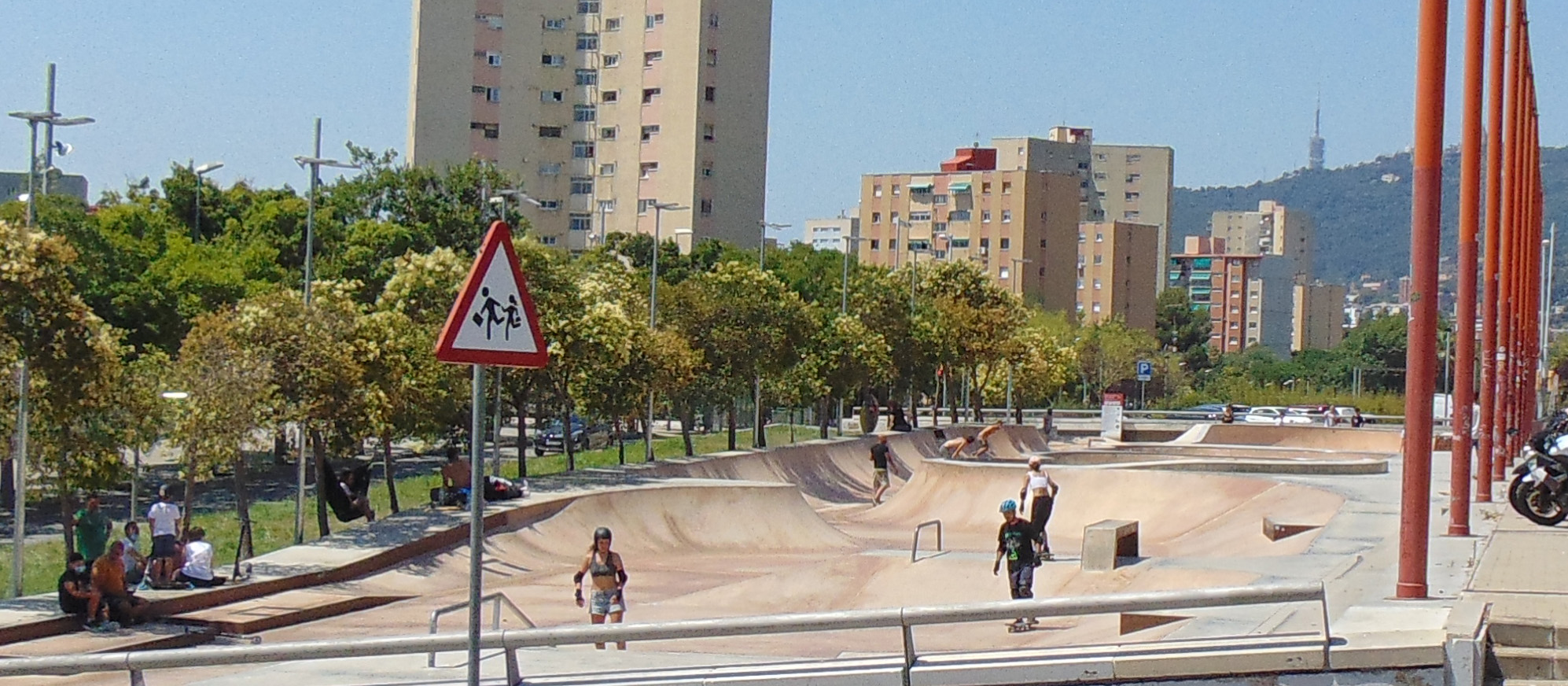
pistas Antoni Gilabert en 2020

La cuarta losa es un peculiar equipamiento deportivo que lleva al límite las posibilidades del cemento en la actual civilización urbana. Se trata de unas pistas, llamadas "de Antoni Gilabert", en recuerdo de un viejo luchador antifranquista muerto en 1984, donde conviven los amantes del patinaje, el frontón y el baloncesto.
Rampas y estructuras metálicas pintadas con los rotundos colores amarillo, rojo y azul de la Barcelona olímpica emmarcan una selva de grafitis y un mural gigante con druidas, caballeros y castillos encantados de Torre Baró, con la leyenda Rock Nou Barris. Un poco más allá, y también sobre una losa, se levanta el "Centre Cívic de la Via Favència", donde hay una gran ventana que da al tráfico de la Ronda.